# Radoniq-See
Der Radoniq-See oder auch Radonjić-See (albanisch Liqeni i Radoniqit; serbisch Радоњићко језеро Radonjićko jezero) ist ein Stausee im Westen des Kosovo, ca. elf Kilometer von der Stadt Gjakova entfernt. Der See wurde im März 1983 erstmals gestaut. Seinen Namen erhielt er vom Dorf, das durch die Entstehung des Stausees überflutet wurde.
Für die Trinkwasserversorgung der Gemeinde Gjakova (mit 44 Dörfern), der Gemeinde Rahovec (mit acht Dörfern) sowie der Gemeinde Prizren (mit 20 Dörfern) spielt der See eine große Rolle: Etwa 214.000 Menschen werden durch ihn versorgt. Mit einer Fläche von 5,62 Quadratkilometern und ein Volumen von 113 Mio. Kubikmetern ist er der zweitgrößte See im Kosovo.
2005 arbeiteten 200 Menschen im Wasserwerk H. S. Radoniqi, im Jahre 1985 nur 35.